# Pfarrkirche Haitzendorf

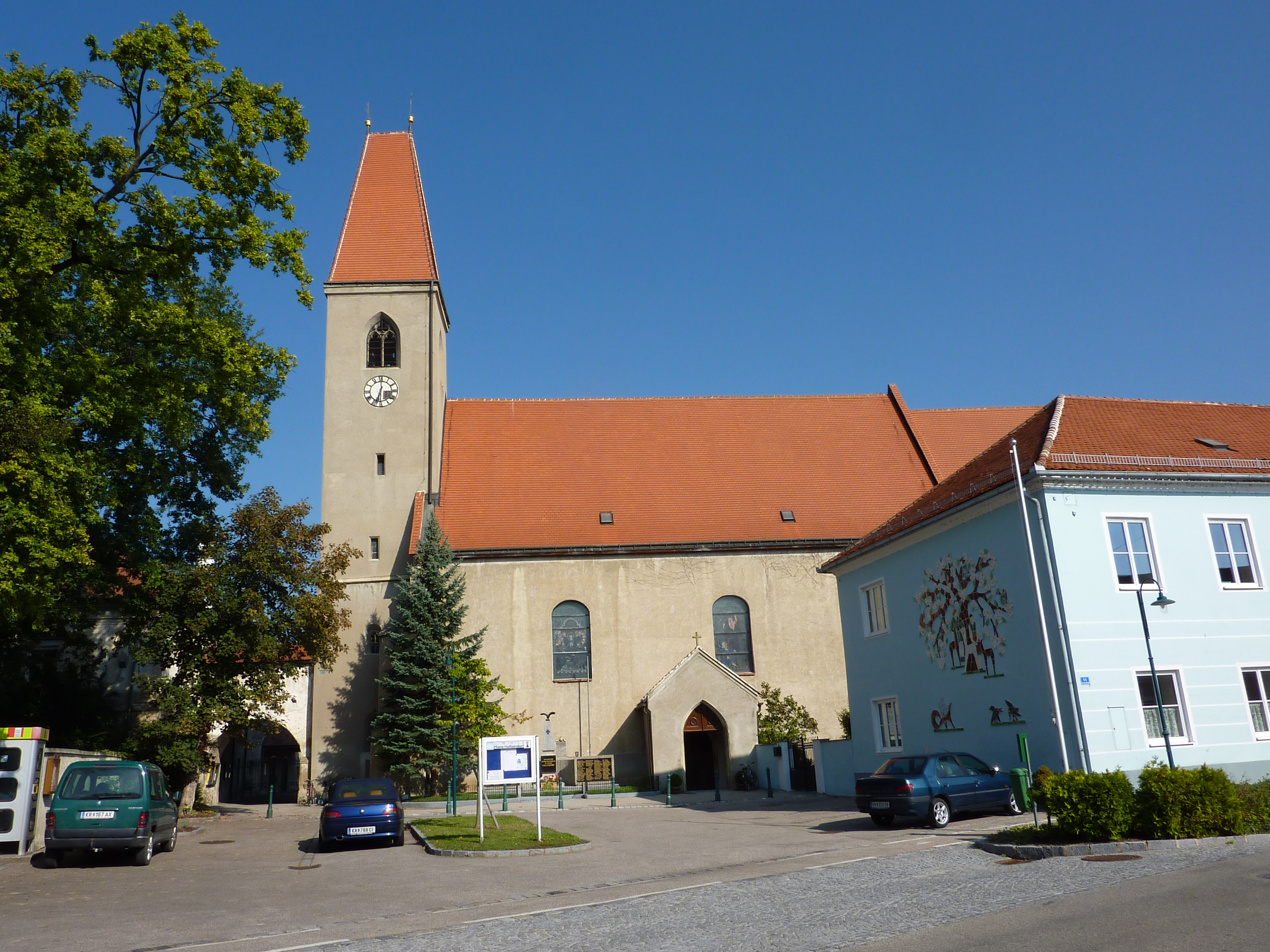
Kath. Pfarrkirche hl. Ulrich in Haitzendorf

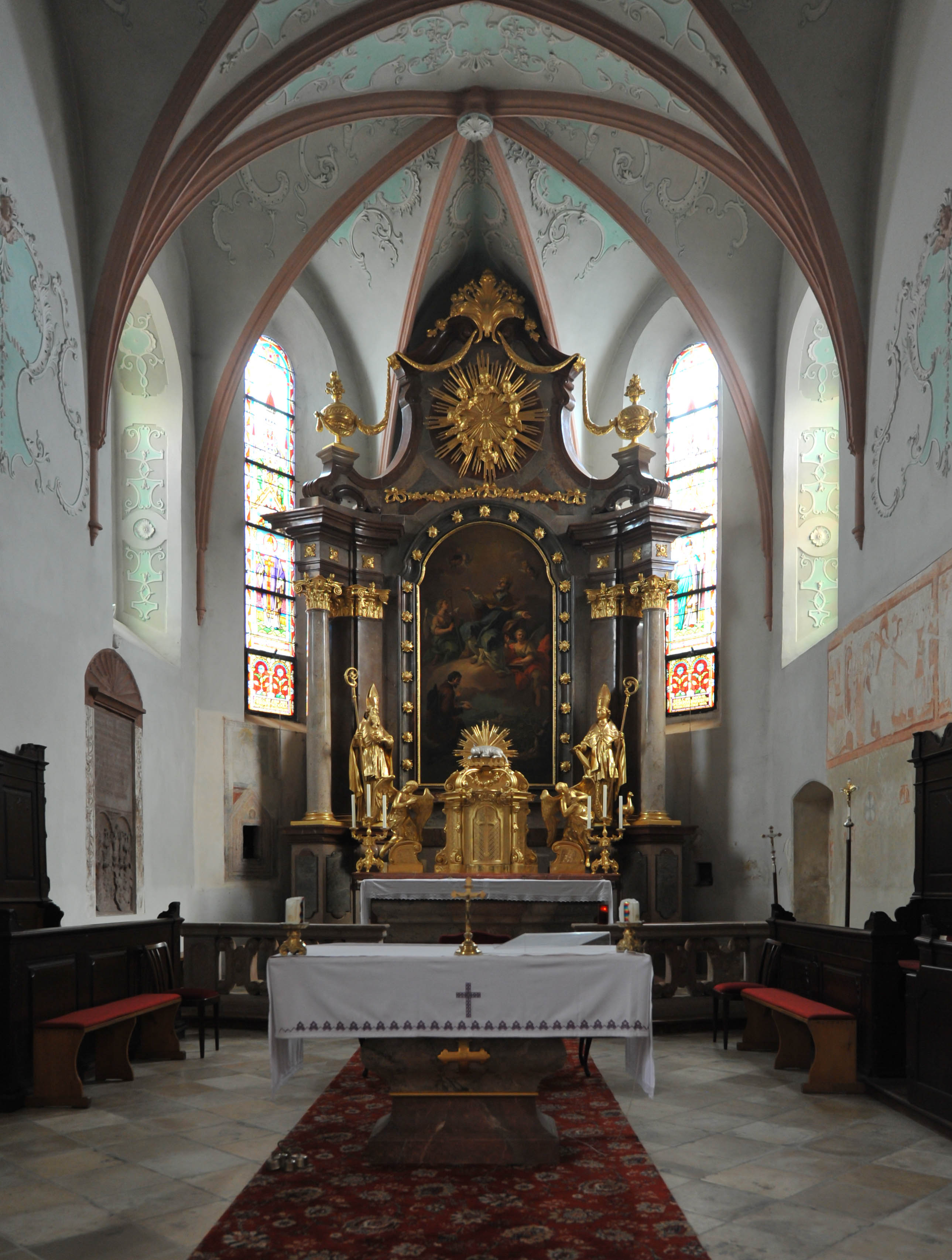
Der gotische Chor mit dem Hochaltar

Die römisch-katholische Pfarrkirche Haitzendorf steht in Haitzendorf in der Marktgemeinde Grafenegg im Bezirk Krems-Land in Niederösterreich. Die dem heiligen Ulrich geweihte Kirche – dem Stift Herzogenburg inkorporiert – gehört zum Dekanat Hadersdorf im Vikariat Unter dem Manhartsberg der Erzdiözese Wien. Die Kirche steht unter Denkmalschutz.

## Geschichte
Die anfängliche Kirche hl. Martin aus dem 11. Jahrhundert stand in Marquartsurfar in der Nähe von Donaudorf und wurde 1160 zur Pfarrkirche erhoben. Die Pfarrkirche wurde 1336/1337 wegen Zerstörungen durch Überschwemmungen an den heutigen Standort verlegt und neu erbaut. 1783 wurde die Kirche dem Stift Herzogenburg inkorporiert. 1895 fand eine Renovierung statt. Die Kirche wurde 1967/1969 außen und ab 1980 innen restauriert.

## Architektur
Die Pfarrkirche steht – von der Durchfahrtsstraße durch Volksschule und Kirchenplatz getrennt – mittig im Ort. Westlich davon steht der Pfarrhof, im Norden befindet sich der Friedhof. Zwischen einer gotischen Westfassade mit einem gotischen vorgestellten Westturm und einem gotischen Ostchor aus dem 16. Jahrhundert steht ein barockes Langhaus aus der ersten Hälfte des 18. Jahrhunderts.

## Ausstattung
Der Sarkophagaltar mit einem Retabel mit Säulen und Pilastern und einem geschweiften Volutenaufsatz entstand vor 1794 hat einen Tabernakel mit einem Volutenbaldachin und trägt eine Statue hl. Augustinus. Das Hochaltarblatt Fischlegende des hl. Ulrich mit einer Stadtvedute im Hintergrund, gemalt von Bartolomeo Altomonte (1780), wurde 1971 restauriert.
Die Orgel mit einem Gehäuse mit einem musizierenden Engel und vegetabilem Schnitzdekor um 1780 hat ein Orgelwerk von Ignaz Gatto der Jüngere (1781). Eine Glocke goss Franz Rodtlmayer (1770).